# 卡瓦尼亚斯德波伦多斯
卡瓦尼亚斯德波伦多斯，是西班牙卡斯蒂利亚-莱昂塞戈维亚省的一个市镇。 总面积26平方公里，总人口118人（2001年），人口密度5人/平方公里。